# Harley Race
Harley Leland Race (ur. 11 kwietnia 1943 w Quitman, Missouri, zm. 1 sierpnia 2019 w St. Charles, Missouri) – amerykański profesjonalny zapaśnik. Zajmował się promowaniem federacji i bookowaniem walk na galach. Ośmiokrotnie zdobywał tytuł mistrza świata wagi ciężkiej w federacji National Wrestling Alliance (NWA). Pracował w: American Wrestling Association (AWA), World Wrestling Federation (WWF) oraz w World Championship Wrestling (WCW).

## Kariera
Treningi rozpoczął jako nastolatek u Stanislausa i Wladaka Zbyszko. W wieku 15 lat rozpoczął regularne występy w małych federacjach. Został przyjęty do federacji St. Joseph. Występował na galach w federacji Gusa. W 1961 przeniósł się do federacji w Nashville. W teamie z Johnem Longiem zdobył pas Southern Tag Team Championship, a w styczniu 1965, wraz z Larrym Hennigiem po raz pierwszy AWA World Tag Team Championship.
Na początku lat 70. XX wieku Race przeszedł do federacji NWA, zdobywając regionalny tytuł mistrzowski, a w 1973 pierwszy tytuł mistrza świata wagi ciężkiej. Ponadto zdobył wiele regionalnych tytułów NWA: Central States Titles (ośmiokrotnie), Missouri Titles (siedmiokrotnie), Georgia Heavyweight Championship, Stampede North American Title w Kanadzie, japoński NWA United National, PWF Titles oraz został pierwszym w historii posiadaczem tytułu Mid–Atlantic U.S. Title, znanym dzisiaj jako WWE United States Championship. W 1977 zdobył po raz pierwszy NWA World Heavyweight Title.
W 1986 Race podpisał kontrakt z federacją World Wrestling Federation, zostając zwycięzcą w turnieju King of the Ring. Z WWF odszedł na początku 1989. Na ring powrócił wiosną 1991, pojawiając się w federacji WWC w Portoryko, oraz okazjonalnie walcząc w AWA i NWA. W lipcu 1991 podpisał kontrakt z federacją NWA (WCW), zostając managerem Lexa Lugera – jednak w wyniku obrażeń odniesionych w wypadku samochodowym zmuszony był zakończyć karierę wrestlera i managera. W 2000 Race otworzył własną szkołę wrestlingu – Harley Race's Wrestling Academy.

## Osiągnięcia
National Wrestling Alliance
- 8-krotny NWA World Heavyweight Champion
- NWA United States Heavyweight Champion
- NWA North American Tag Team Champion
- 7-krotny NWA Missouri Heavyweight Champion
- 8-krotny NWA Central States Heavyweight Champion
- NWA Central States Tag Team Champion
- NWA Florida Southern Heavyweight Champion
- trzykrotny NWA Florida Tag Team Champion
- NWA Georgia Heavyweight Champion
- NWA Georgia Tag Team Champion

American Wrestling Association
- czterokrotny AWA World Tag Team Champion

All Japan Pro Wrestling
- AJPW United National Champion
- PWF Heavyweight Champion

World Wrestling Federation\Entertainment
- 1986 King of the Ring
- 2004 WWE Hall Of Famer

Pro Wrestling Illustrated
- 8. spośród 500 najlepszych zapaśników „PWI Years” w roku 2003
- Dwukrotnie „PWI Wrestler of the Year Awards”: 1979 i 1983

Inne tytuły
- WWC Caribbean Champion
- Eastern Sports Association North American Champion
- Stampede Wrestling North American Champion
- WWA Heavyweight Champion
- WA Mid-America Heavyweight Champion

Nagrody „Match of the Year”
- 1973
- 1979
- 1983

Wrestling Observer Newsletter
- Członek „Wrestling Observer Newsletter Hall of Fame” (od 1996)
- 1980 Wrestler of the Year
- 1981 Wrestler of the Year
- 1983 Match of the Year